# 쯧족
쯧족(베트남어: người Chứt)은 베트남 북중부 연안에 있는 꽝빈성 민호아현과 뚜옌호아현에 위치한 작은 민족이다.

## 하위 집단
룩, 마이, 아렘, 마리엥족, 삭족을 포함한 쯧으로 지목된 여러 하위 민족이 있다.

## 언어
쯧 하위 그룹은 모두 아렘어를 사용하는 아렘을 제외하고 방언으로 쯧어를 사용한다. 두 언어 모두 오스트로아시아어족 계열의 베트남어파에 속한다.